# Carlo Censi
Carlo Censi (* 22. Oktober 1872 in Breganzona; † 27. Oktober 1958 in Lugano) war ein Schweizer Politiker (FDP), Gemeindepräsident von Lugano, Tessiner Grossrat und Nationalrat.

## Leben
Carlo Censi war der Sohn des Anwalts Emilio Censi aus Lamone und dessen Ehefrau Giuseppina (geb. Salvi-Frasca). Er war mit Ilda, Tochter des Bankiers Arturo Stoffel († 30. März 1910), verheiratet.
Er begann nach dem Besuch von Gymnasium und Lyzeum in Lugano mit einem Rechtsstudium an der Universität Lausanne, das er 1896 abschloss. 1899 erhielt er das Anwalts- und Notariatspatent und von 1890 bis 1934 war er im Bezirkskomitee der liberal-radikalen Partei. Er gehörte dem Gemeinde- und Stadtrat von Lugano an, wo er sich besonders für den Ankauf der Villa Ciani durch die Stadt einsetzte (1912).
Von 1921 bis 1934 sass er im Tessiner Grossrat und von 1926 bis 1931 im Nationalrat. Er wirkte als Ersatzrichter am Appellationsgericht, sass in mehreren Verwaltungsräten (darunter jenem des Teatro Casinò Kursaal AG) und war Präsident des Tessiner Touring Clubs.

## Schriften
- Curriculum vitae dei fratelli Censi, fu avv. Emilio, Avv. Dr. Carlo, Ing. Ezio, Dr. spec. Ubaldo, Lamone-Breganzona-Lugano, 1. August 1947.